# Kubi-Nage
Kubi-nage (首投げ, « projection par le cou ») est une technique de projection du judo. C'est une Koshi-Waza (technique de hanche) dérivée de Koshi-Guruma.

## Terminologie
- Kubi : cou[1]
- Nage : projection[1]

## Exécution
Pour exécuter Kubi-nage, Tori doit placer son corps de la même manière que pour O-Goshi. La différence est qu'ici la main qui tient le revers d'Uke remonte par-dessus son cou comme dans Koshi-Guruma. Ensuite Tori tire la manche d'Uke, en faisant une rotation tout en mettant sa jambe en barrage, ce qui provoque la chute en avant d'Uke.